# Oureki
Oureki (en géorgien : ურეკი) est une ville et une station balnéaire de Gourie, en Géorgie. Elle est peuplée de 1166 personnes en 2014 principalement de Géorgiens (94,9 %) et de Russes (2,7 %).

## Transport
Oureki est desservie par la ligne ferroviaire Batoumi - Samtredia.